# Jesus of Cool
Jesus of Cool är ett musikalbum av Nick Lowe. Albumet som var Lowes debutalbum lanserades 1978 på skivbolaget Radar Records. I USA döptes albumet om till Pure Pop for Now People och låtlistan ändrades också på den versionen. Albumets största hit blev "I Love the Sound of Breaking Glass" som nådde sjundeplatsen på brittiska singellistan. Flera av albumets låtar så som "Music for Money" och "Shake and Pop" var kommentarer till skivindustrin och många av låtarna har närmast cyniska texter. Samtidigt är musiken medryckande. På albumet medverkar samtliga medlemmar ur Rockpile samt ytterligare ett tiotal musiker.
Albumet har fått ett närmast enbart positivt mottagande bland musikkritiker. Det har högsta betyg, fem stjärnor på Allmusic, Robert Christgau gav det A i betyg, och Pitchfork har i samband med en nyutgåva utdelat det mycket höga betyget 9.3.

## Låtlista
(upphovsman inom parentes. låtar utan upphovsman av Nick Lowe)
1. "Music for Money" – 2:03
2. "I Love the Sound of Breaking Glass" (Lowe/Andrew Bodnar/Steve Goulding) – 3:05
3. "Little Hitler" (Lowe/Dave Edmunds) – 2:51
4. "Shake and Pop" – 3:13
5. "Tonight" – 3:45
6. "So It Goes" – 2:23
7. "No Reason" – 3:25
8. "36 Inches High" (Jim Ford) – 2:50
9. "Marie Provost" – 2:41
10. "Nutted by Reality" – 2:46
11. "Heart of the City" (Live) – 4:15

## Listplaceringar
- UK Albums Chart, Storbritannien: #22[4]
- Nederländerna: #26[5]
- VG-lista, Norge: #20[6]
- Topplistan, Sverige: #31[7]